# Re-Animator
Re-Animator es una película de terror de 1985 dirigida por Stuart Gordon y basada en el relato de H. P. Lovecraft "Herbert West: reanimador". Protagonizada por Jeffrey Combs como Herbert West, un estudiante de medicina transferido de Europa a la Facultad de Medicina de la Universidad de Miskatonic para continuar desarrollando su suero de reanimación corporal. Las pruebas que realiza no son las que él esperaba y traen consigo una serie de fatídicas consecuencias para él y la vida personal de su compañero de cuarto, Dan Cain. La película se volvió de culto, entre fanes del cine gore combinando el terror con la comedia.

## Argumento
En el Instituto de Medicina de la Universidad de Zúrich en Suiza, Herbert West (Jeffrey Combs) resucita a su profesor muerto, el Dr. Hans Gruber (Al Berry). Sin embargo, hay efectos secundarios terribles; como explica West, la dosis era demasiado grande. Cuando se le acusa de matar a Gruber, West responde: "¡Le di vida!". 
West llega a la Universidad de Miskatonic en Arkham, Massachusetts, para continuar sus estudios como estudiante de medicina. Alquila una habitación de su compañero estudiante de medicina Dan Cain (Bruce Abbott) y convierte el sótano de la casa en su propio laboratorio personal. West le demuestra su reactivo de reanimación a Dan al reanimar al gato muerto de Dan, Rufus. La prometida de Dan, Megan Halsey (Barbara Crampton), hija del decano de la escuela de medicina, entra en este experimento y se horroriza.
Dan intenta contarle al decano sobre el éxito de West al reanimar al gato muerto, pero el decano no le cree. Cuando Dan insiste, el decano insinúa que Dan y West se han vuelto locos. Excluidos de la escuela, West y Dan se cuelan en la morgue para probar el reactivo en un humano, en un intento de demostrar que el reactivo funciona y así salvar sus carreras médicas. El cadáver que inyectan vuelve a la vida, pero en un estado de zombi frenético y violento. El Dr. Halsey tropieza con la escena y es asesinado por el cadáver reanimado, que luego West mata con una sierra. Emocionado ante la perspectiva de trabajar con un espécimen recién muerto, West inyecta el cuerpo del Dr. Halsey con su reactivo de reanimación. El Dr. Halsey vuelve a la vida, también en un estado de zombi. Megan aparece en escena y se pone histérica. Dan se derrumba en estado de shock.
El colega del Dr. Halsey, el Dr. Carl Hill (David Gale), profesor e investigador del hospital, se hace cargo del Dr. Halsey, a quien coloca en una celda de observación acolchada, adyacente a su oficina. Le realiza una operación quirúrgica, lobotomizándolo. Durante el transcurso de esta operación, descubre que el Dr. Halsey no está enfermo, sino muerto y reanimado.
El Dr. Hill va al laboratorio del sótano de West e intenta chantajearlo para que le entregue su reactivo y sus notas, con la esperanza de atribuirse el mérito del descubrimiento de West. West se ofrece a demostrar el reactivo y pone unas gotas en un portaobjetos de microscopio con tejido de gato muerto. Mientras el Dr. Hill mira a través del microscopio esta diapositiva, West lo golpea por detrás con una pala y luego lo decapita con ella. West luego reanima la cabeza y el cuerpo del Dr. Hill por separado. Mientras West cuestiona la cabeza del Dr. Hill y toma notas, el cuerpo del Dr. Hill se acerca sigilosamente detrás de él y lo deja inconsciente. El cuerpo lleva la cabeza de regreso a la oficina del Dr. Hill, con el reactivo y las notas de West.
En su estado reanimado, el Dr. Hill adquiere la capacidad de controlar telepáticamente otros cadáveres reanimados, después de realizarles una cirugía cerebral. Luego le ordena al Dr. Halsey que le quite a Megan a Dan. Mientras su padre reanimado la lleva a la morgue, Megan se desmaya. Cuando llega, el Dr. Hill la desnuda y ata su cuerpo inconsciente a una mesa. Ella recupera la conciencia cuando el cuerpo de Hill y la cabeza cortada ensangrentada comienzan a agredirla sexualmente.
El cuerpo de Hill comienza a colocar su cabeza entre las piernas de Megan, pero es interrumpido por la llegada de West y Dan. West distrae al Dr. Hill mientras Dan libera a Megan. El Dr. Hill revela que ha reanimado y lobotomizado varios cadáveres de la morgue, haciéndolos susceptibles al control mental como lo es Halsey. Sin embargo, la voz de Megan despierta una actitud protectora en su padre, quien lucha contra los otros cadáveres mientras Dan y Megan escapan. En el caos que siguió, West inyecta el cuerpo del Dr. Hill con una sobredosis letal del reactivo. El cuerpo del Dr. Hill muta rápidamente y ataca a West, quien le grita a Dan que salve su trabajo antes de ser arrastrado por las monstruosas entrañas del Dr. Hill.
Dan recupera la cartera que contiene el reactivo y las notas de West. Mientras Dan y Megan huyen de la morgue, uno de los cadáveres reanimados ataca y estrangula a Megan. Dan la lleva a la sala de emergencias del hospital y trata de revivirla, pero está muerta. Desesperado, le inyecta el reactivo de West. Después de que la escena se vuelve negra, se puede escuchar a Megan, aparentemente revivida, gritando.

## Reparto
| Actor            | Personaje        |
| ---------------- | ---------------- |
| Jeffrey Combs    | Dr. Herbert West |
| Bruce Abbott     | Dan Cain         |
| Barbara Crampton | Megan Halsey     |
| David Gale       | Dr. Carl Hill    |
| Robert Sampson   | Dean Alan Halsey |
| Al Berry         | Dr. Hans         |

## Producción
La idea de realizar Re-Animator surgió de una discusión que Stuart Gordon tuvo con unos amigos una noche, después de ver películas de vampiros. Él sentía que había visto demasiadas películas sobre Drácula y que no soportaría ver una de Frankenstein. Alguien le preguntó si había leído Herbert West: Re-Animator de Howard Philips Lovecraft. Gordon había leído casi todos los trabajos del autor, pero ese libro en particular estaba agotado, por lo que fue a la Biblioteca Pública de Chicago a leer una copia.
Originalmente, Gordon iba a realizar una adaptación para teatro pero los escritores Dennis Paoli y William Norris, le convencieron para hacer un piloto de televisión que durara 30 minutos. La historia se iba a ambientar a comienzos del siglo XX, pero pensaron que iba a ser demasiado cara para recrearla, razón por la cual decidieron ambientarla en Chicago del presente con la intención también de emplear actores de la Compañía de Teatro Orgánico. También creyeron que el formato de media hora no era el apropiado, así que decidieron incrementarlo a una hora de duración, completando un total de 13 episodios.
El especialista en efectos especiales Bob Greenberg, quien había trabajado con John Carpenter en su película Dark Star, le había dicho constantemente a Gordon que el único mercado para el terror estaba en el cine, por lo que le presentó al productor Brian Yuzna. Gordon le mostró a Yuzna el guion del episodio piloto y de los otros doce, el productor vio con agrado el trabajo y lo convenció para filmar en Hollywood, debido a la cantidad de efectos especiales que se empleaban en la historia. Yuzna hizo el trato de distribución del film con la compañía de Charles Band llamada Empire Pictures en devolución de unos servicios de postproducción que Yuzna había realizado.
- Datos: Q1537343